# Kārlis Bukass
Kārlis Bukass (* 10. September 1903 in Blīdenes pagasts; † 9. Juli 1975 in Toronto) war ein lettischer Skilangläufer und Leichtathlet.
Bukass, der für den Rīgas SK startete, wurde im Jahr 1928 lettischer Meister im Skilanglauf mit der Staffel. Bei den Nordischen Skiweltmeisterschaften 1929 in Zakopane belegte er den 33. Platz über 18 km und bei den Olympischen Winterspielen 1936 in Garmisch-Partenkirchen den 69. Platz über 18 km. Als Leichtathlet siegte er in den Jahren 1927 und 1935 bei den lettischen Meisterschaften im Marathonlauf. Zudem nahm er mehrfach am 25-km-Lauf "Quer durch Berlin" teil. Seine beste Platzierung dabei erreichte er im Jahr 1929 mit dem dritten Platz.